# Bourletiella repanda
Bourletiella repanda är en urinsektsart som beskrevs av Agren 1903. Bourletiella repanda ingår i släktet Bourletiella och familjen Bourletiellidae. Inga underarter finns listade.